# The Solo Sessions, Vol. 2
The Solo Sessions, Vol. 2 è un album in studio del musicista statunitense Bill Evans, pubblicato postumo nel 1992.

## Tracce
1. All the Things You Are (Oscar Hammerstein II, Jerome Kern) – 9:10
2. Santa Claus Is Coming to Town (J. Fred Coots, Haven Gillespie) – 4:33
3. I Loves You Porgy (George Gershwin, Ira Gershwin, DuBose Heyward) – 5:50
4. What Kind of Fool Am I? [Take 2] (Leslie Bricusse, Anthony Newley) – 6:49
5. Love Is Here to Stay (George Gershwin, Ira Gershwin) – 4:01
6. Ornithology (Harris, Parker) – 5:33
7. Medley: Autumn in New York/How About You? (Vernon Duke, Freed, Lane) – 6:21